# Maskinläsning
Maskinläsningeller optisk teckenläsning (ofta förkortat OCR efter engelskans Optical Character Recognition) kallas datortekniken att med hjälp av bildanalys förvandla digitala bilder av tryckt text till bokstäver och siffror som andra datorprogram, till exempel ordbehandlare, kan använda.
Den varierande kvaliteten på tryckt text kan göra denna texttydning svår ibland, så därför har många program för maskinläsning en inlärningsfunktion, där användaren kan hjälpa programmet att förstå hur vissa tecken ska tydas.

## Historia
Maskinläsning kom i bruk på 1960-talet för hantering av checkar, inbetalningskort och liknande. Tekniken krävde då att texten var tryckt med speciella typsnitt som minskade risken för felläsning. På 1970-talet uppfann Ray Kurzweil en maskinläsningsteknik som klarar alla vanliga typsnitt, och numera finns det program för maskinläsning som kan köras på vilken persondator som helst. Med hjälp av en bildläsare förvandlas den tryckta texten till en digital bild, som maskinläsningsprogrammet sedan analyserar.